# Гомнатехеби
Гомнатехеби — населённый пункт в Грузии, в муниципалитете Самтредиа региона Имеретия.

## История
Село Гомнатехеби находится в горной местности в Грузии. Несколько сотен лет назад в селе занимались скотоводством, там до сих пор находятся старинные стойла. Благодаря этому село подучила свое название.
В середине 1990-х годах в селе проходили бандитские разборки между группировкой Джамбо Молодого, который был сторонником Деда Хасана (он наращивал свое влияние на Кавказе) и его оппонентами. В 1996 году рядом с селом Гомнатехеби нашли 3 трупа.

## Население
| Население | Мужчины | Женщины | Год переписи |
| --------- | ------- | ------- | ------------ |
| 430       | 194     | 236     | 2002         |
| 326       | 158     | 168     | 2014         |